# Робинсон, Энджел (баскетболистка, 1987)
Анджелика Даниэлла «Энджел» Робинсон (англ. Angelica Danielle "Angel" Robinson; род. 20 апреля 1987 года, Куинс, Нью-Йорк, Нью-Йорк, США) — американская и черногорская профессиональная баскетболистка, которая выступала в женской национальной баскетбольной ассоциации. Была выбрана на драфте ВНБА 2010 года во втором раунде под общим 20-м номером клубом «Лос-Анджелес Спаркс». Играет в амплуа тяжёлого форварда и центровой. С 2015 года защищает цвета национальной сборной Черногории. В настоящее время выступает за испанский клуб «Перфумериас Авенида».

## Ранние годы
Энджел Робинсон родилась 20 апреля 1987 года в Куинсе, крупнейшем по территории боро Нью-Йорка, в семье Чарли и Эвелин Мобли. В детстве её семья перебралась в город Мариетта (штат Джорджия), там она училась в одноимённой средней школе, в которой выступала за местную баскетбольную команду.